# مصلحة الضرائب الليبية
مصلحة الضرائب الليبية أو مصلحة الضرائب في ليبيا هي مؤسسة تتبع وزارة المالية في الحكومة الليبية ومقرها طرابلس الغرب وهدف المصلحة المساهمة في تمويل الخزانة العامة للدولة من خلال جباية الضرائب وفق التشريعات النافذة والمشاركة في السياسة المالية.

## وظائف المصلحة
تتخذ المصلحة كافة الإجراءات اللازمة لتنفيذ التشريعات واللوائح و القرارات المكملة لها.
وتعمل المصلحة على حفظ ملفات الممولين ومتابعتهم واتخاد كافة الإجراءات القانونية اللازمة لمتابعة المتخلفين منهم عن الدفع.
تقوم المصلحة بإعداد ودراسة و مناقشة اتفاقيات منع الازدواج الضريبي بين ليبيا والدول الأخرى.
وتشترك المصلحة في عضوية اللجان المشتركة مع الدول الأخرى.
وتجمع البيانات الإحصائية الخاصة بجمع الضرائب على اختلاف أنواعها.
وتعمل المصلحة على الإشراف على إصدار المستندات ذات القيمة والنماذج الضريبية وحفظها وتداولها.
وتقترح المصلحة السياسات الضريبية بالإضافة ألى تقديم مقترحات تطوير التشريعات القائمة بما يتلائم ويحقق أهداف السياسات المالية للدولة.
وتعمل المصلحة غلى إعداد مشروعات القوانين واللوائح واقتراح التعديلات اللازمة للقوانين الضريبية وتشارك في إعداد القوانين التي لها علاقة بالشأن الضريبي.
ويمكن للمصلحة أن تقيم الندوات الداخلية وتشارك في المؤتمرات الدولية المتعلقة بالضرائب بهدف تطوير العمل الضريبي.